# Robin Faber
Robin Faber (Doetinchem, 2 juli 1986) is een Nederlandse voetballer. Hij speelt als linker of centrale verdediger.
Hij speelde in de jeugd bij DZC '68, De Graafschap en PSV. In het seizoen 2007-2008 vertrok hij naar Vitesse waar hij wel tot het eerste elftal behoorde maar daarvoor geen wedstrijd speelde. Aan het einde van dat seizoen ging hij naar ADO Den Haag, maar ook daar speelde hij geen wedstrijden voor het eerste elftal. Faber mocht in augustus 2009 meetrainen met FC Eindhoven en werd op amateurbasis toegevoegd aan de selectie. In juni 2010 werd bekend dat hij een contract van 1,5 jaar heeft getekend bij het IJslandse Víkingur Reykjavík. Hieropvolgend vertrok Faber naar het Katwijkse Quick Boys, uitkomend in de Hoofdklasse A. Hierna speelde hij voor RKVV Westlandia waar hij in 2013 speler van het jaar werd. In 2015 keerde hij terug bij zijn jeugdclub DZC '68 waar hij in het eerste team speelde, met uitzondering van het seizoen 2019/20 toen hij in een lager team speelde.
Faber begon zijn maatschappelijke loopbaan eind 2010 op de marketingafdeling van Sport1 van UPC dat in 2015 bij Ziggo kwam waar hij uiteindelijk marketing en sales directeur van Ziggo Sport zou worden. In 2019 ging hij naar sportmarketingbureau Triple Double waar hij verantwoordelijk was voor partnerships. Vanaf het seizoen 2022/23 is Faber commercieel manager bij N.E.C..

## Carrière
| Seizoen   | Club               | Wedstrijden | Doelpunten | Competitie     |
| --------- | ------------------ | ----------- | ---------- | -------------- |
| 2007/08   | Vitesse            | 0           | 0          | Eredivisie     |
| 2008/09   | ADO Den Haag       | 0           | 0          | Eredivisie     |
| 2009/10   | FC Eindhoven       | 19          | 1          | Eerste Divisie |
| 2010      | Víkingur Reykjavík | 6           | 0          | 1. deild karla |
| 2011/2012 | K.v.v. Quick Boys  | 9           | 0          | Hoofdklasse A  |
| Totaal    |                    | 25          | 1          |                |